# Erdbeben in New York
Erdbeben in New York (Originaltitel: Earthquake in New York), auf Deutsch auch Das große Erdbeben oder Panik in New York, ist ein TV-Katastrophenfilm von 1998, der erstmals bei Fox Family Channel ausgestrahlt wurde.
Er wurde vorwiegend in und um Toronto (Kanada) gedreht.

## Handlung
John Rykker ist ein vorbildlicher Polizist und Familienvater. Zusammen mit seinen drei Kindern und seiner Frau Laura wohnt er in einem Vorort von Los Angeles. Sein Leben erfährt eine tragische Wendung, als er bei einem Erdbeben wegen eines Katastrophen-Einsatzes seine Familie im Stich lassen muss und nicht verhindern kann, dass sein jüngster Sohn ums Leben kommt.
Aus Angst vor weiteren Beben siedelt die Familie nach New York über. Doch der Tod ihres Sohnes steht auch in den kommenden Jahren zwischen den beiden Eheleuten. John stürzt sich deshalb noch stärker in seinen Beruf und erwirbt zusammen mit seinem Partner Eric Steadman bald den Ruf eines obsessiven Verbrecher-Jägers. Allein den Psychopathen Mallik konnten die beiden noch nicht dingfest machen. Als John und Eric gerade die Spur des Killers aufnehmen, erschüttert mitten in der Hauptverkehrszeit ein schweres Erdbeben New York und verwüstet große Teile Manhattans.
Johns Frau Laura ist dadurch mit ihrer Tochter Carla in einem verschütteten U-Bahn-Schacht eingeschlossen, während sich sein Sohn Andrew mit seiner Schulklasse auf der stark beschädigten Freiheitsstatue befindet. Hin- und hergerissen zwischen seiner Pflicht als Polizist und der Sorge um seine Familie, kämpft John sich zusammen mit Eric und der Seismologin Dr. Marilyn Blake durch das verwüstete U-Bahn-System. Doch der Killer Mallik nutzt das Chaos aus und folgt John in den Untergrund.

## Kritiken
Der Film erntete schlechte Kritiken, so gab TV Spielfilm den Daumen nach unten: „Hier decken sich Inhalt und Form: ein Desaster“. Der Filmdienst urteilte: „Thematisch überfrachteter Katastrophenfilm, der neueste Tricktechnik zur Inszenierung seines Untergangs-Szenarios bemüht und dabei ohne Inspiration auf die altbackensten Erzählchiffren und Genrezutaten zurückgreift.“